# Velika Kruševica (Rekovac)
Pour les articles homonymes, voir Velika Kruševica.
Velika Kruševica (en serbe cyrillique : Велика Крушевица) est un village de Serbie situé dans la municipalité de Rekovac, district de Pomoralvlje. Au recensement de 2011, il comptait 247 habitants.

## Démographie

### Évolution historique de la population
| 1948 | 1953 | 1961 | 1971 | 1981 | 1991 | 2002 | 2011 |
| ---- | ---- | ---- | ---- | ---- | ---- | ---- | ---- |
| 744  | 734  | 633  | 547  | 457  | 350  | 289  | 247  |

|  |